# Szczepan Grajczyk
Szczepan Grajczyk, pseudonim Hindus (ur. 14 grudnia 1931 w Tarnowskich Górach) – polski wioślarz, olimpijczyk z Melbourne (1956) i Tokio (1964).
Ukończył Politechnikę Wrocławską. Należał do klubu sportowego AZS Wrocław, a jego trenerem był Zbigniew Schwarzer. Mieszka w Schweinfurt (Niemcy).

## Osiągnięcia sportowe
- 1955–1965 - 10 razy zdobył tytuł mistrza Polski (czwórka ze sternikiem, czwórka bez sternika i ósemka);
- 1956 - 4. miejsce podczas Mistrzostw Europy w Bledzie (czwórki bez sternika, w osadzie razem z Kazimierzem Błasińskim, Marianem Nietupskim, Zbigniewem Paradowskim);
- 1956 - uczestnik Igrzysk Olimpijskich w Melbourne, w osadzie razem z Kazimierzem Błasińskim, Zbigniewem Paradowskim, Marianem Nietupskim - czwórki bez sternika odpadły z konkurencji - po 2. miejscu w przedbiegach (6:46.3), a następnie 4. miejscu w półfinałach (8:32.0);
- 1959 - uczestnik Mistrzostw Europy w Macon - drużyna odpadła w repesażu (dwójki podwójne);
- 1962 - 4. miejsce podczas Mistrzostw Świata w Lucernie (czwórki ze sternikiem, w osadzie razem z Marianem Leszczyńskim, Ryszardem Lubickim, Andrzejem Nowaczykiem);
- 1963 - 4. miejsce podczas Mistrzostw Europy w Kopenhadze (czwórki ze sternikiem, w osadzie razem z Marianem Leszczyńskim, Ryszardem Lubickim, Andrzejem Nowaczykiem, Jerzym Pawłowskim - sternik);
- 1964 - 6. miejsce w finale (7:28.15) Igrzysk Olimpijskich w Tokio, czwórka ze sternikiem, w osadzie razem z Marianem Leszczyńskim, Ryszardem Lubickim, Andrzejem Nowaczykiem, Jerzym Pawłowskim (sternik) - 3. miejsce w przedbiegach (6:58.64), 1. miejsce w repesażu (7:11.74).

## Wyróżnienie i medale
- Mistrz Sportu;
- brązowy Medal „Za Wybitne Osiągnięcia Sportowe”.